# Pandrosos Dorsa
I Pandrosos Dorsa sono una struttura geologica della superficie di Venere.